# Förvedade växter

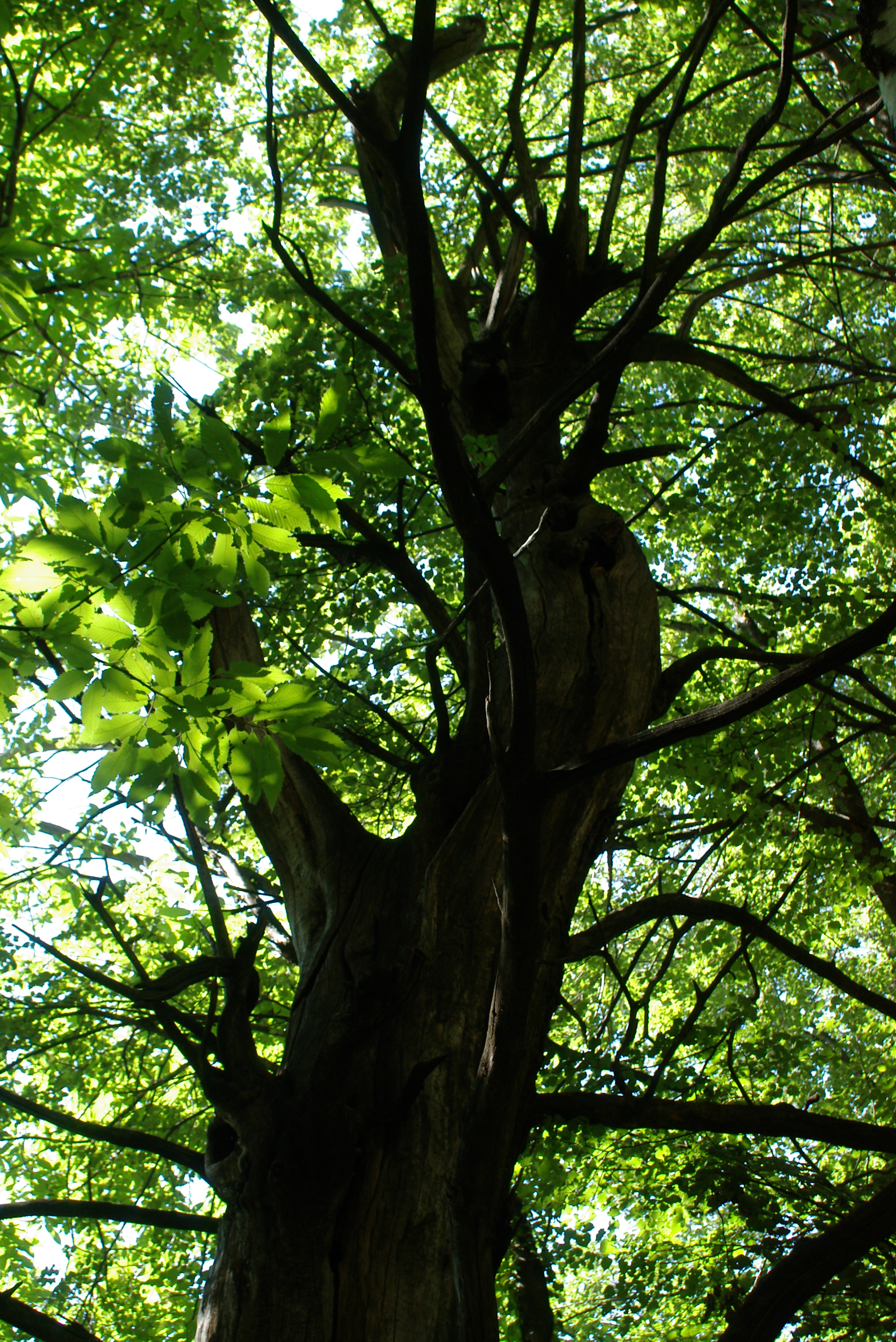
Kastanjeträd, en förvedad växt.

Förvedade växter är växter som har stam, med ved invändigt och bark utvändigt. Dit hör exempelvis träd, buskar och lianer, men inte de flesta örter som är oförvedade. 